# Igor Smirnow (polityk)
Igor Nikołajewicz Smirnow, ros. Игорь Николáевич Смирнóв (ur. 23 października 1941 w Pietropawłowsku Kamczackim) – prezydent nieuznawanego międzynarodowo Naddniestrza od 1991 do 2011. W latach 1990–1991 prezydent Naddniestrzańskiej SRR.

## Życiorys

### Działalność w ZSRR
Urodził się w Pietropawłowsku Kamczackim, wychowywał się w Satce, natomiast w młodości przeprowadził się do Złatoustu, gdzie pracował w fabryce metalurgicznej. Rosjanin z pochodzenia. Następnie wyjechał jako ochotnik-komsomolec do pracy przy budowie elektrowni wodnej w Nowej Kachowce. Przez 29 lat pracował w fabryce budowy maszyn w Nowej Kachowce, zaocznie ukończył studia w Instytucie Budowy Maszyn im. R. J. Czubaja w Chersoniu. Następnie był dyrektorem jednej z fabryk w Kiszyniowie. Należał do Komunistycznej Partii Mołdawii, przed 1989 znalazł się w jej Komitecie Centralnym, jednak nie odgrywał w partii większej roli. W 1990 przyłączył się do ruchu Interdwiżenije, który stawiał sobie za cel obronę ludności rosyjskojęzycznej w Mołdawskiej SRR w sytuacji, gdy coraz bardziej rósł w siłę Demokratyczny Ruch na rzecz Przebudowy, domagający się niepodległości Mołdawii i głoszący mołdawski (rumuński) nacjonalizm.

### Prezydent Naddniestrza

#### Konflikt o Naddniestrze 1990–1992
Podczas konfliktu między Frontem Ludowym Mołdawii i zwolennikami odłączenia się Mołdawii od ZSRR w celu unifikacji z Rumunią a rosyjskojęzyczną ludnością lewego brzegu Dniestru, już po proklamowaniu Naddniestrzańskiej Autonomicznej Socjalistycznej Republiki Radzieckiej, Igor Smirnow został 25 lutego 1990 wybrany do rady miejskiej Tyraspola. Następnie mianowano go jej przewodniczącym. Mało dotąd rozpoznawalny działacz szybko stał się nieformalnym liderem całej ludności lewego brzegu Dniestru. W sierpniu 1990 wybrano go na przewodniczącego Rady Koordynacyjnej zjazdów deputowanych ludowych, która przygotowywała najpierw ogłoszenie powstania Naddniestrzańskiej Mołdawskiej SRR, a następnie ogłoszenie niepodległości przez Naddniestrzańską Republikę Mołdawską (PMR). W grudniu 1990, już po jednostronnym proklamowaniu suwerenności przez ten kraj, Igor Smirnow został przewodniczącym Tymczasowej Rady Najwyższej Naddniestrza. W sierpniu 1991 został zatrzymany przez mołdawską policję i uwięziony, jednak masowy strajk w Naddniestrzu skłonił władze w Kiszyniowie do jego zwolnienia miesiąc później.
1 grudnia 1991 Igor Smirnow wygrał wybory na prezydenta Naddniestrza. Przeprowadzenie wyborów i referendum, w którym mieszkańcy lewego brzegu poparli ideę niepodległego Naddniestrza skłoniły rząd w Kiszyniowie do próby siłowego odzyskania kontroli nad Naddniestrzem. Wybuchła wojna o Naddniestrze, trwająca faktycznie od grudnia 1991 do lipca 1992. Zakończyła się ona sukcesem strony naddniestrzańskiej dzięki pomocy stacjonującej w tym regionie rosyjskiej 14 Armii. 21 lipca 1992 pod naciskiem rosyjskiego prezydenta Borysa Jelcyna Igor Smirnow oraz prezydent Mołdawii Mircea Snegur zgodzili się na zawieszenie broni.

#### Po 1992
Igor Smirnow od początku sprawowania urzędu prezydenta Naddniestrza zabiegał o jak najściślejsze kontakty nieuznawanej republiki z Rosją. Bez większego powodzenia zabiegał natomiast o poparcie przez Ukrainę niepodległości Naddniestrza lub przynajmniej przekształcenia państwa mołdawskiego w konfederację. W 2006 zacieśnił kontakty z innymi nieuznawanymi państwami - Abchazją i Osetią Południową. Administracja Naddniestrza kierowana przez Smirnowa utrzymała obowiązujące w ZSRR ustawodawstwo socjalne, wyższe niż w Mołdawii emerytury, ulgi i subwencje oraz niskie ceny usług komunalnych. Miało to przekonywać mieszkańców do zasadności powstania Naddniestrza i do tego, że jego mieszkańcy żyją na wyższym poziomie niż osoby mieszkające na pozostałym terytorium Mołdawii.
W 1996 bez problemu został wybrany na drugą kadencję prezydencką. Następnie doprowadził do przegłosowania przez naddniestrzańską Radę Najwyższą poprawek do konstytucji znacząco poszerzających kompetencje głowy państwa (de facto w 2000 w Naddniestrzu przejście z systemu parlamentarno-prezydenckiego na prezydencki), a także dających mu prawo ubiegania się o kolejne kadencje na urzędzie. W 2001 zwyciężył w wyborach po raz trzeci. Wokół osoby Smirnowa powstał kult jednostki, gloryfikowano i wyolbrzymiano zwłaszcza jego rolę w wojnie z 1992. Długoletnie rządy w Naddniestrzu i umiejętne wykorzystywanie różnic w rosyjskiej elicie władzy sprawiło, że był w stanie uzyskać dla Naddniestrza pewien zakres niezależności od patronującej mu Rosji, w tym blokować aprobowany przez Rosję projekt porozumienia naddniestrzańsko-mołdawskiego. Siłą polityczną, na której się opierał, był partyjny blok Jedność, kierowany przez syna Smirnowa Olega. Poniósł on porażkę w wyborach parlamentarnych w 2010, zaś rok później Smirnow, w znacznej mierze za sprawą poparcia udzielonego przez Rosję jego rywalom, przegrał w pierwszej turze wybory prezydenckie w Naddniestrzu.

## Wybory na prezydenta Naddniestrza
- grudzień 1991 – 64% głosów (rywal Grigore Mărăcuţă)
- 23 grudnia 1996 – 72% głosów (rywal Władimir Małachow 20%)
- 9 grudnia 2001 – 81,9% głosów (rywale Tom Zenowicz 6,7% oraz Aleksander Radczenko 4,6%)
- 10 grudnia 2006 – 82,3% głosów (rywale Nadieżda Bondarjenko 8,54% oraz Adriej Safonow 6,51%)[14]
- 11 grudnia 2011 – 24,7% głosów, odpadł w pierwszej turze wyborów (rywale Jewgienij Szewczuk 38,6%, Anatolij Kamiński 26,3%)[15]